# 黒薔薇保存会
黒薔薇保存会（くろばらほぞんかい）は、文化放送のラジオ番組『堀江由衣の天使のたまご』の1コーナーである「天たま軽音部」から生まれた日本のバンド。

## メンバー
| 当バンドでの名前 | 担当                   | 名前                              | 番組での担当                             | 本来の職業                               |
| ---------------- | ---------------------- | --------------------------------- | ---------------------------------------- | ---------------------------------------- |
| ユイエル         | ボーカル・作曲         | 堀江由衣 （自称“堀江由衣の親友”） | パーソナリティ                           | 声優・歌手                               |
| OYKT             | ギター                 | 親方（古谷光男）                  | 番組ディレクター                         | 番組ディレクター                         |
| エルエル         | ベース                 | 柏田圭一                          | スターチャイルド堀江由衣担当ディレクター | スターチャイルド堀江由衣担当ディレクター |
| Ma様             | エンジェルダンス・作詞 | 諏訪勝                            | 構成作家                                 | 構成作家                                 |
| ゼメエル         | コーラス               | 今野要子                          | ウェブ担当。2代目ミス言葉責め            | フリーアナウンサー。                     |

また、以前の堀江のマネージャーである通称カリンコリン（アーツビジョン在籍）は軽音部でもカリンコリンの名でマネージャーを務めていた。後に堀江は所属事務所移籍をしたため、マネージャーも変更になっているが、カリンコリンの処遇や現マネージャーの役割は不明。

## 概要
堀江はボーカル・作曲を担当。当初、堀江・今野・諏訪の3人がオーディションを受け、一度は今野に決まった。しかし、親方が「ボーカルが作詞作曲を担当する」という条件を加えたので今野は辞退し、堀江がボーカルと作詞・作曲を担当することとなったが、作詞がなかなかうまくいかず、結局諏訪に「諏訪さんって作家ですよね」と一言告げ、仕事を押し付けた。
バンドの方向性は「エロヴィジュアル系天使」。
リスナーたちからバンド名の募集をしつつも、結局堀江本人が案を出した「黒薔薇保存会」がバンド名に採用される。デビュー曲は堀江作曲の「飛べない天使」。タイトルはリスナーからの募集で決定。この曲は200回記念の公開録音で披露した。のちにスタジオ録音もした。
「黒薔薇保存会」という名前は、2004年12月26日の放送で天たま流行語大賞について話している際に、過去の部活動の「ポエム部」からの発展として発案されたらしいが、当時は「その名前のイメージの通り、みんなで黒〜い格好? 黒いヒラヒラした格好をしながらポエムを読むっていう会」という、現在とは大分違う趣旨の活動内容が説明されている。その後はしばらく「演劇部」としての活動を挿んでいたため、「黒薔薇保存会」は約1年半を経てようやく日の目を見ることとなった。
当初（スタチャ担当の柏田さん曰く）「CD化は難しい」とされていたため、着うたで広めようということで天たまの番組内でドワンゴの吉見に「アポなしテレフォン」（実際はスタッフがアポを一度取ったということであるが）をし、一週間限定でドワンゴ・スタチャi（現:スタチャモバイル）にて「飛べない天使」の着メロ配信を行ったところ、好評だったために（その週の「超!アニメロ」ダウンロードランキングで1位）CD化が決定したが、通常のルートでの販売は難しいため、コミックマーケット会場、通販での販売となった。後にアニメイト、とらのあな、ゲーマーズでも発売されることになる。
2007年1月10日からは期間限定はなしで4曲の着うたが配信されたが、このときもランキングで1位（花火）・2位（満天プラネタリウム）・3位（Flower）・5位（飛べない天使）となった。またこの週は10位にも堀江の歌う「ヒカリ」がランクインしたので、10曲中5曲を堀江由衣関連の曲が占めたことになる。
基本的にノーギャラで売上はユーザーに還元という形になっており、DVDも1500円で販売するなどしている。メンバーはあくまでビジネスとしてやっているので、メンバー間の交流はないに等しいらしい。2007年8月25日放送の『まんとら〜マンガ虎の穴〜』において、有野晋哉がメンバーに目をつぶらせ、もうそろそろ解散してもいいと思っている人に手を上げさせたところ、5人中4人が手を上げた。

## 略歴
基本的に日付は文化放送での「堀江由衣の天使のたまご」の放送日。
- 2006年5月14日、「天たま軽音部」結成。
- 2006年6月4日、ボーカルオーディション（堀江に決定）
- 2006年7月2日、メンバーのバンドネームが決定。
- 2006年7月30日、公開録音にて「飛べない天使」を初披露。
- 2006年8月13日、「飛べない天使」（ライブ音源）ラジオ初解禁。
- 2006年9月10日、「飛べない天使」（スタジオ録音版）初解禁。
- 2006年11月19日、「花火」（生歌版）初解禁（失敗）
- 2006年11月20日、ドワンゴ・スタチャiにて「飛べない天使」の着うた配信開始（1週間限定）。
- 2006年11月26日、「花火」（スタジオ録音版）初解禁。
- 2006年12月17日、「満天プラネタリウム」（スタジオ録音版）初解禁。
- 2006年12月24日、「Flower」（スタジオ録音版）初解禁。
- 2006年12月29日 - 12月31日、コミックマーケット71の企業ブースにてCD2枚販売（限定各1500枚）。
- 2006年12月30日、アニスパの10時台特集コーナー「アニスパ企画室」にユイエル・Ma様（ただしMa様はアニスパの構成作家である）がゲスト出演。
- 2007年1月10日、e-shop（キングレコード通販）にてCD販売開始/ドワンゴ・スタチャモバイルにて4曲の着うた配信開始。
- 2007年2月4日、Zepp Osakaで行われた堀江由衣ファンクラブイベント「黒ネコ集会 Vol.6 〜秘密地下倶楽部〜」にて4曲を披露。（2月17日にZepp Tokyoで行われた同イベントでも同様に披露）
- 2007年7月15日、『堀江由衣の天使のたまご』放送250回記念として、「黒薔薇保存会の天使の黒たまご」を放送。
- 2007年8月18日、ラジオ番組『こむちゃっとカウントダウン』にゲスト出演し、（OYKTはディレクター作業をしているので実質4人・Ma様はこむちゃの構成作家でもある）ユイエルが「冬コミで何かしよう」と突然発表。
- 2007年8月26日、堀江由衣との対決イベント「〜晴れときどき黒薔薇」開催。
- 2007年12月29日 - 12月31日、コミックマーケット73の企業ブースにてフィギュア付きCD販売。
- 2008年4月24日、Animelo Summer Live 2008 -Challenge-に出場の発表。「天たま軽音部」で、リスナーからの「アニサマでは何をしたらいいか？」を募集し始める。
- 2008年8月31日、Animelo Summer Live 2008 -Challenge-に出場、同イベントにてユイエルが堀江由衣であると発表。
- 2009年2月8日、堀江由衣公式ファンクラブイベント「黒ネコ集会 Vol.8 最後の晩餐-Last Dinner Show-」に出演。同イベントの最後で、ユイエルが堀江由衣としてソロ活動をするという理由により、黒薔薇保存会を当分の間活動休止すると発表。あくまで解散ではないとのことだが、活動再開時期は明かされていない。
- 2009年4月30日、写真集『LAST DANCE 黒薔薇保存会The File』（数量限定：ジェイブックオリジナルフォト付き）が販売された。
- 2015年3月7日・8日、『堀江由衣をめぐる冒険V 〜狙われた学園祭〜』に三代目K黒薔薇保存会として出場。

## ディスコグラフィ

### シングル
|     | 発売日         | タイトル       | 型番       |
| --- | -------------- | -------------- | ---------- |
| 1st | 2006年12月28日 | 飛べない天使   | SCRF-21    |
| 2nd | 2006年12月28日 | 花火           | SCRF-22    |
| 3rd | 2007年12月29日 | レッドシグナル | NMAX-80003 |

### アルバム
|     | 発売日         | タイトル        | 型番      |
| --- | -------------- | --------------- | --------- |
| 1st | 2008年12月28日 | A Votre Sante!! | NKCD-6446 |

### ミュージッククリップ集
|     | 発売日        | タイトル    | 型番   |
| --- | ------------- | ----------- | ------ |
| 1st | 2007年8月17日 | BLUE HEAVEN | NBD-49 |

## 書籍
- 写真集「LAST DANCE 黒薔薇保存会The File」（2009年4月30日）